# Böhmische Konföderation

Die Länder der Böhmischen Krone bildeten 1619 die Böhmische Konföderation und erklärten den Protestantismus zur Staatsreligion. Der Böhmische Aufstand brach bereits 1618 aus.

Die Böhmische Konföderation (lateinisch Confoederatio Bohemica, tschechisch Česká konfederace) war ein Bündnisvertrag der nichtkatholischen Stände der böhmischen Kronländer. Sie wurde am 31. Juli 1619 in Prag gebildet. Die Konföderation regelte die staatliche Ordnung der Krone Böhmen in neuer Weise. Der König als monarchisches Oberhaupt des Länderverbunds wurde weitgehend entmachtet und die Regierungsgewalt in die Hände der Stände gelegt. Böhmen wurde wieder zur Wahlmonarchie (seit dem Beginn der Habsburgerherrschaft 1526 hatten die Stände ihr altes Wahlrecht nicht mehr ausüben können). Gleichzeitig wurde das Verhältnis der Ständegemeinden untereinander verändert. Die Stände der Nebenländer Mähren, Schlesien, Ober- und Niederlausitz wurden denen Böhmens gleichgestellt. Sie durften fortan an der Königswahl teilnehmen. Der Protestantismus wurde praktisch zur Staatsreligion erklärt.

## Vorgeschichte
1575 hatten die nichtkatholischen Stände des Königreichs Böhmen Kaiser Maximilian II. eine gemeinsame Bekenntnisschrift, die Confessio Bohemica vorgelegt. Der Kaiser hat diese aber nur mündlich akzeptiert. Der Status der Protestanten blieb weiterhin unklar und war rechtlich nicht abgesichert.
Etwa ein Jahrzehnt später setzte in Böhmen die Gegenreformation ein. Der päpstliche Nuntius in Prag und einige führende katholische Adlige hatten konkrete Pläne ausgearbeitet, wie die Rekatholisierung des Landes zu bewerkstelligen sei. Auch Kaiser Rudolf II. beteiligte sich an den Rekatholisierungsmaßnahmen.
Gleichzeitig verschärften sich Ende des 16. Jahrhunderts auch die politischen Spannungen zwischen den Ständen und dem Herrscher. Die Stände wollten sich ihre Macht nicht durch die absolutistisch denkenden Habsburger einschränken lassen. Geschwächt durch Streitigkeiten innerhalb der Dynastie und einen unglücklich verlaufenen Türkenkrieg musste Rudolf II. den evangelischen Ständen Böhmens und Schlesiens in einem Majestätsbrief 1609 Religionsfreiheit gewähren.
Unter seinem Nachfolger Matthias gingen die konfessionellen und politischen Auseinandersetzungen unvermindert weiter. Die Lage war ziemlich unübersichtlich. So gelang es dem Kaiser 1617 noch, den unversöhnlichen Katholiken Ferdinand von Innerösterreich als seinen Nachfolger zum böhmischen König krönen zu lassen. Nur ein Jahr später schritten die evangelischen Stände Böhmens jedoch zur offenen Rebellion. Ausdruck dessen war der Zweite Prager Fenstersturz von 1618.
Nachdem die kaiserlichen Statthalter aus Prag vertrieben worden waren, übernahm ein ständisches Direktorium provisorisch die Macht in Böhmen. Die Direktoren bemühten sich in den folgenden Monaten erfolgreich, die Stände der anderen böhmischen Kronländer auf ihre Seite zu ziehen. Inzwischen war es auch schon zu militärischen Zusammenstößen zwischen ständischen und kaiserlichen Truppen gekommen.
Im März 1619 starb Kaiser Matthias. Die Stände wollten den bereits gekrönten Nachfolger Ferdinand II. nun aber nicht mehr als ihren König annehmen. Um sich gegen den zu erwartenden Einmarsch des Habsburgers abzusichern, verhandelten die protestantischen Stände der böhmischen Länder über ein Schutz- und Trutzbündnis. Das Ergebnis war die Böhmische Konföderation.

## Der Inhalt der Konföderation
In über 100 Artikeln stellte der Verfassungsvertrag das politische System der Krone Böhmen auf eine neue Grundlage. Böhmen wurde in eine Wahlmonarchie umgewandelt. Alle fünf Kronländer sollten fortan an der Wahl teilnehmen. Die Macht des Königs wurde stark eingeschränkt. Bei der Krönung musste er sich mit einem Eid auf die strikte Einhaltung der Konföderationsakte verpflichten. Die oberste Gewalt musste der König sich fortan mit dem Generallandtag, in dem alle Länder vertreten waren, teilen. Dementsprechend sollten alle Ständegemeinden, proportional zu ihrer Größe und ihrer finanziellen Leistungsfähigkeit, Steuern entrichten und einen militärischen Beitrag zur Landesverteidigung leisten.
Die Protestanten wurden den Katholiken gleichgestellt. Den evangelischen Ständen wurde die Herrschaft über die Kirche zuerkannt. Sie konnten nun Landeskirchen errichten und das Konsistorium in eigener Regie besetzen. In allen Kronländern waren aus dem Adel die so genannten Defensoren zu wählen. Ihnen oblag der Schutz der evangelischen Religion. Sie sollten jedem Eingriff der Katholiken entgegentreten. Den katholischen Ständen wurde ein besonderer Schwur auf die Konföderationsakte abverlangt, wenn sie nicht aus der staatlichen Gemeinschaft ausgeschlossen werden wollten.
Einige Artikel regelten die Arbeit der zentralen Behörden in Prag. Weitaus zahlreicher waren aber die Sonderbestimmungen, die sich mit den Angelegenheiten einzelner Länder befassten. Die Autonomie und Verfassungen der Kronländer wurden nicht angetastet. Über ihre inneren Belange sollten die einzelnen Ständegemeinden selbst bestimmen können.

## Wirkung
Durch die von den böhmischen Ständen gemachten Zugeständnisse gelang es, die Nebenländer in das Bündnis gegen die Habsburger zu integrieren. Die Konföderation hätte in Friedenszeiten ein tragfähiger Interessensausgleich sein können. Die Parlamentarisierung der Böhmischen Monarchie – wenn auch auf Basis ständischer Privilegien – wäre ein bedeutender Modernisierungsschritt gewesen. Dass es nicht gelang, eine starke über allen Ländern stehende Regierung einzusetzen, und dass die Separatrechte der Länder nicht eingeschränkt wurden, mithin auch ihre Landtagsbeschlüsse nicht vom Generallandtag aufgehoben werden konnten, war die große Schwäche der neuen Verfassung. Da für alle entscheidenden Beschlüsse im Prinzip Konsens hergestellt werden musste, konnte Böhmen auf die äußere Bedrohung – man befand sich ja im Krieg mit dem Kaiser – nicht adäquat reagieren. Wegen des Egoismus der einzelnen Ständegemeinden konnten nicht genügend Mittel für die Landesverteidigung bereitgestellt werden.

## Folgen und Ausgang
Nach Abschluss der Konföderation wurde durch den Generallandtag Ferdinand II. des Throns verlustig erklärt. Gemäß den Regeln der neuen Verfassung wählte man den Kurfürsten  Friedrich von der Pfalz zum König. In der Schlacht am Weißen Berg (8. November 1620) wurde das Ständeheer vernichtend geschlagen und Kaiser Ferdinand II. übernahm wieder die Macht in Böhmen. Die von ihm als Verschwörung angesehene Konföderation wurde sofort aufgehoben. Statt einer evangelischen Ständerepublik wurde Böhmen nun Teil des absolutistischen Systems der Habsburgermonarchie und innerhalb weniger Jahrzehnte auch vollständig rekatholisiert.